# Xã Waterloo, Quận Allamakee, Iowa
Xã Waterloo (tiếng Anh: Waterloo Township) là một xã thuộc quận Allamakee, tiểu bang Iowa, Hoa Kỳ. Năm 2010, dân số của xã này là 266 người.